# Парке Авельянеда (Буэнос-Айрес)
Парке Авельянеда (исп. Barrio Parque Avellaneda) — один из районов Буэнос-Айреса.
Парк Авельянеда является одним из районов, города Буэнос-Айрес.
Расположенный в Коммуне 9 район ограничен улицами Авенида Хуан Баутиста Альберди, Авенида Эскалада, средней линией шоссе Аутописта Грал., улицей Луис Деллепиане, улицей Моцарт, на юго-востоке железнодорожной линией Сантьяго-де-Компостела, на юго-западе шоссе Астурия, на северо-западе проспектом Авенида Кастанарес, проспектом Авенида Лакарра, улицей Портела, проспектом Авенида Мариано Акоста.
Парке Авельянеда граничит с районами Флореста на севере, Флорес на востоке, Вилья-Солдати на юго-востоке, Вилья-Лугано и Матадерос и Вилья-Луро на юго-западе и на северо-западе с районом Велес Сарсфилд.

## История
Парк «Президент доктор Николас Авельянеда» находится на территории района, расположен по большей части своей длины, на месте бывшей фермы «Лос Ремедиос», которая принадлежала семье «Дона Доминго Оливера». Часть парка ранее принадлежало, церкви «Братство Святого Милосердия» где была возведена капелла (сегодня называется Приход Сан-Мигеля) — часовня Девы де лос Ремедиос.

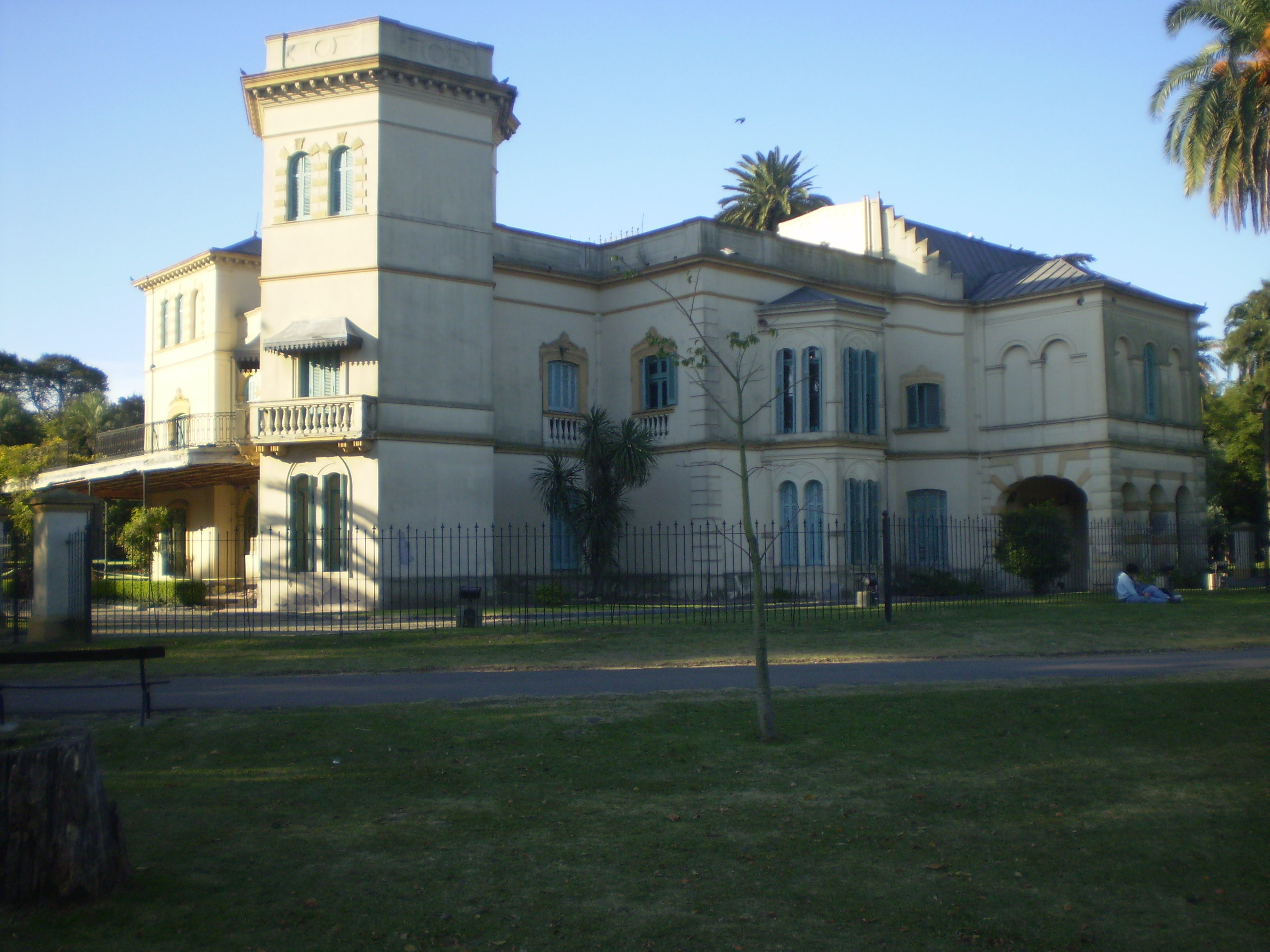
Здание Casona de los Olivera

В 1822 году эта земля, была уступлена «Благотворительному обществу», которое продало землю на открытом аукционе в 1828 году. Ферма была использована в качестве объекта для сельского хозяйства и животноводства. Ферма часто перепродавалась, а 7 марта 1912 года была приобретена муниципалитетом города Буэнос-Айреса, который приобрел эти земли совместно с участками улиц Авенида Лакарра, Авенида Директория, Моретто и Грегорио Делаферра и было решено создать общественный парк. 28 марта 1914 года парк под названием «Парк Оливера» был официально открыт. 14 ноября того же года, он наконец, получил свое нынешнее название.
В этом районе расположен стадион «Нуэва Эспанья» и футбольный клуб «Депортиво Эспаньол».